# Willy Sommerfeld
Willy Sommerfeld (* 11. Mai 1904 in Danzig; † 19. Dezember 2007 in Berlin) war ein bis zu seinem Tod im Alter von 103 Jahren aktiver deutscher Stummfilm-Pianist.

## Leben
Willy Sommerfeld kam schon sehr jung mit der Musik in Kontakt: Im Alter von drei Jahren erkrankte er so schwer, dass ihn der Arzt schon aufgegeben hatte. Ein Freund seiner Schwester spielte ihm damals täglich auf seiner Zither etwas vor. Als Willy Sommerfeld dann unerwarteterweise doch noch gesund wurde, hatte er den Wunsch, Musiker zu werden.
Sein erstes Instrument war eine Geige, wobei ihm aber die Töne nicht vielfältig genug waren. Schließlich lernte er Klavier spielen.
Im jungen Erwachsenenalter machte er dann in seiner Geburtsstadt Danzig eine Ausbildung zum Musiklehrer, anschließend begab er sich Anfang der 1920er Jahre nach Berlin. Dort absolvierte er ein Studium der Komposition am Stern’schen Konservatorium.
Während jener Zeit verdiente er sich Geld in einem Stummfilm-Kino, wo er zunächst seinen Professor vom Konservatorium, der dort Klavier spielte, auf der Geige begleitete. Da sich der Kinobesitzer aber nicht zwei Musiker gleichzeitig leisten konnte, übernahm schließlich Willy Sommerfeld allein die Filmbegleitung auf dem Klavier. Zu den Filmen spielte er dann rein intuitiv und nicht nach Noten. Laut eigener Aussage schießen ihm die Bilder, die er auf der Leinwand sieht, ins Gehirn, und von dort aus in seine Hände. Da er sehr klein ist, geht das sehr schnell. (Zitat) Damals traf er auch auf viele Schauspieler, er lernte aber nur sehr wenige von ihnen kennen.
Ende der 1920er Jahre übernahm er bei einem Musikverlag in Braunschweig die Stelle eines Lektors. Nach Feierabend begleitete er dann auch dort Filme in den Braunschweiger Kinos.
Anfang der 1930er Jahre wechselt er an das Braunschweiger Staatstheater; zu Beginn hatte er dort die Stelle des Kapellmeisters inne, später arbeitete er sich nach oben, bis er sogar das Orchester dirigierte. Als er sich 1933 nach einer Vorstellung weigerte, den Hitlergruß zu zeigen, wurde er entlassen.
Um 1933 suchte der Regisseur Helmut Käutner einen Pianisten für seine Kabarett-Gruppe Vier Nachrichter. Willy Sommerfeld ging schließlich mit dieser Gruppe auf Deutschlandtournee, bis sie von den Nationalsozialisten verboten wurde.
Anschließend kehrte er nach Berlin zurück. Die darauffolgenden drei Jahrzehnte arbeitete er dann als Komponist und Dirigent, musikalischer Leiter, Hörspiel- und Dokumentarfilmvertoner, Theatermusikschreiber und Musiktherapeut.
Zu Beginn der 1970er Jahre traf er einen Kollegen, der im Berliner Kino Arsenal Stummfilme begleitete. Obwohl sich Willy Sommerfeld damals gerade auf den Ruhestand vorbereitete, sprang er für ihn ein und setzte diese Auftritte danach regelmäßig bis ins zweite Halbjahr 2007 fort. Er spielte ohne Noten und erklärte, er wolle vor einer Vorstellung nur wissen, ob der Film lustig oder traurig sei.

## Ehrungen
- 1988 – Verdienstmedaille des Verdienstordens der Bundesrepublik Deutschland
- 1994 – Ernennung zum Professur h. c. durch den Berliner Senat
- 1995 – Deutscher Filmpreis: Filmband in Gold als Ehrenpreis
- 2004 – Berlinale Kamera der Internationalen Filmfestspiele Berlin
- 2006 – Bundesverdienstkreuz am Bande

- 2006 – Dokumentarfilm „The Sounds of Silents – Der Stummfilmpianist“